# كفر عبد الخالق
قرية كفر عبد الخالق هي إحدى القرى التابعة لمركز العدوة بمحافظة المنيا في جمهورية مصر العربية. حسب إحصاءات سنة 2006، بلغ إجمالي السكان في كفر عبد الخالق 5650 نسمة، منهم 2829 رجلا و2821 امرأة.